# Grafveld van Varna
Het grafveld van Varna (Bulgaars: Варненски некропол, Varnenski nekropol) is een begraafplaats uit de kopertijd in de oostelijke Bulgaarse stad Varna, waar het oudste tot nu toe ontdekte bewerkte goud werd gevonden. De graven op het grafveld zijn in 2006 door C14-datering gedateerd op 4560-4450 v.Chr. Ze behoren tot de lokale variant van de Gumelnițacultuur, de Varnacultuur.
In de necropolis zijn 294 graven gevonden, vele met verfijnde voorbeelden van koper- en goudbewerking, aardewerk (ongeveer 600 stuks, waaronder met goud beschilderd), kwalitatief hoogwaardige messen van vuursteen en obsidiaan, kralen en schelpen.
De vondsten tonen dat men handelsbetrekkingen had met verre landen, mogelijk van de Cycladen tot de benedenloop van de Wolga, waarbij waarschijnlijk metaalwaren en zout uit de Solnitsata-zoutmijn  bij Provadia verhandeld werden.
Het gebruikte kopererts kwam grotendeels van de Aj-Boenar-mijn bij Stara Zagora. In de graven gevonden stekeloesterschelpen uit de Egeïsche Zee kunnen als ruilmiddel hebben gediend.

## Locatie
De archeologische site is gelegen op 5 km van het centrum van Varna, op een zacht glooiend terras aan de noordoever van het Varnameer.
De locatie werd in 1972 bij toeval ontdekt door een graafmachinebestuurder genaamd Rajtsjo Marinov. De curator van het geschiedkundig museum van Dalgopol, Dimitar Zlatarski, werd erbij geroepen. Deze zag het grote historische belang van de vondst, en nam contact op met het geschiedkundig museum van Varna. Het onderzoek kwam toen onder leiding van Michail Lazarov (1972–1976) and Ivan Ivanov (1972–1991).
In een gebied van ongeveer 7500 m² werd een totaal van 294 graven gevonden. Ongeveer 30% van de necropolis is nog niet onderzocht.

## Vondsten
De graven van Varna bevatten een aantal van 's werelds oudste gouden sieraden.
Begraven werd zowel in gehurkte (hurkgraf) als gestrekte positie. Sommige graven bevatten geen skelet, maar slechts grafgiften (cenotafen). Interessant is dat deze symbolische (lege) graven relatief het rijkst in gouden artefacten zijn. Drie symbolische graven bevatten maskers van ongebakken klei.
In totaal werden 3000 voorwerpen uit zeer zuiver (23–23,5 karaat) goud gevonden, met een gezamenlijk gewicht van ongeveer 6 kg. Hieronder bevinden zich arm- en hoofdbanden, halskettingen en rituele staven met massief gouden uiteinden. Ook werden vele gouden sierplaatjes voor kleding gevonden, deels met diervormen. 
Graf 43 bevatte meer goud dan in de hele rest van de wereld uit die periode is gevonden en is dan ook geïnterpreteerd als het oudst voorbeeld van een met overdaad begraven mannelijke heerser, een vorstengraf. De man hield een strijdbijl vast en droeg wat geïnterpreteerd werd als een gouden peniskoker. Latere interpretaties zien hierin echter geen prins en peniskoker, maar een smid met zijn gereedschappen.
Onder de vondsten zijn tal van kralen van carneool en agaat.
Drie belangrijke vormen worden beschreven: 
- type 1: langwerpig en tonvormig
- type 2: langwerpig met trapezoëder-facetten
- type 3: kort en cilindrisch

De kralen van type 2 hebben een constant aantal facetten van 32, dwz. 16 aan beide zijden op de lengte van de kraal. Dit is waarschijnlijk het oudste voorkomen van dergelijke complexe facetten op zo'n hard mineraal (6,5-7 op de schaal van Mohs). In het gat van één carneolen kraal bevond zich een kleine gouden cilinder van ±2x2 mm).
De artefacten worden tentoongesteld in het Archeologisch Museum van Varna en het Nationaal Historisch Museum in Sofia.